# Ob-La-Di, Ob-La-Da
Ob-La-Di, Ob-La-Da è una novelty del 1968 dei Beatles. È la quarta traccia del White Album.
È una classica filastrocca mccartneyana (per alcuni uno dei primi esempi di reggae "bianco") dal ritmo incalzante, scandito da un pianoforte suonato da John Lennon. Nonostante la sua spontaneità e il successo che l'anno seguente il pezzo ottenne nell'interpretazione dei Marmalade, Ob-La-Di, Ob-La-Da è stata eletta come la peggiore canzone di tutti i tempi in un sondaggio online organizzato dalla BBC.

## Descrizione

### Composizione
La composizione di Ob-La-Di, Ob-La-Da risale al primo semestre del 1968. Un primo provino dimostrativo fu realizzato da McCartney durante le giornate trascorse dai Beatles nella villa di George Harrison ad Esher.
Il brano fu scritto quando il reggae stava iniziando ad essere popolare in Inghilterra; il protagonista maschile del testo è denominato Desmond in riferimento al musicista reggae Desmond Dekker. L'espressione "Ob la di ob la da, life goes on, brah", che introduce il ritornello, era un intercalare tipicamente utilizzato dal suonatore di conga nigeriano Jimmy Scott, amico di McCartney.
Al pari di quanto avvenne con Maxwell's Silver Hammer, nell'album Abbey Road, McCartney costrinse i suoi compagni a estenuanti e infinite sovrincisioni, in quanto il brano mancava di ritmo. Lennon, esasperato, scandì l'intro e la melodia col pianoforte.
Secondo Geoff Emerick, John Lennon odiava apertamente la canzone, chiamandola "Paul's granny shit" ("la merda da nonne di Paul"), gioco di parole con "granny smith", famosa varietà di mele.
È curioso notare che, in fase di incisione, cantando il testo dell'ultima strofa, McCartney si sbagliò e cantò: «Desmond stays at home and does his pretty face» ("Desmond rimane a casa e si trucca il bel faccino"), dicendo Desmond anziché Molly (nome della protagonista femminile del testo) e dando senza volerlo un connotato ambiguo al personaggio. L'errore, tuttavia, piacque agli altri Beatles e venne mantenuto nell'incisione finale.
Si possono anche sentire George Harrison e John Lennon pronunciare le parole arm (braccio) e leg (gamba) durante un break strumentale nella canzone, precisamente tra i versi «..Desmond lets the children lend a hand» e «Molly stays at home...»

### Controversie legali
Tempo dopo, il già citato Jimmy Scott fece causa a McCartney per avere usato la sua espressione tipica nel testo e come titolo del brano. Secondo McCartney, "Ob-La-Di, Ob-La-Da" era solamente un modo di dire comune del popolo Yoruba, che significava "Life goes on" ("la vita va avanti"), espressione che accompagna proprio "Ob-La-Di, Ob-La-Da" nei ritornelli del brano, e Scott gliela aveva solo riportata.

### Esecuzioni
Il brano è stato eseguito da Paul McCartney il 5 giugno 2012, durante il concerto finale nell'ambito dei festeggiamenti per il Giubileo di diamante della regina Elisabetta II davanti a Buckingham Palace a Londra, immediatamente prima del discorso del principe Carlo.

## Cover
- Arthur Conley, sull'album More Sweet Soul.
- Jimmy Cliff, sull'album Humanitarian.
- Celia Cruz sull'album Tropical Tribute to the Beatles (versione in spagnolo).
- Cincinnati Pops Orchestra, sull'album Music of the Beatles.
- Daniel O'Donnell, sugli album The Jukebox Years e The Rock 'n' Roll Show.
- James Last, sugli album Die grössten Songs von The Beatles (1983) e James Last & Friends (1998, come parte del Beatles Medley).
- Maria Muldaur, sull'album The Blues White Album.
- Marmalade (raggiunse il numero 1 in classifica nel 1969).
- The Bedrocks, band di Leeds (raggiunse il numero 20 in classifica nel 1968).
- Amateur Transplants, sull'album Unfit to Practice come Urology Clinic A.
- Waldo de los Ríos, versione strumentale del 1969 fu pubblicata nel 45 giri Las bicicletas de Belsize/Ob-la-di, Ob-la-da (Mirinda y...¡Musica!, 8) e sull'album El sonido magico de Waldo De Los Rios.
- No Doubt, sugli album Boom Box e Live in the Tragic Kingdom.
- Dick Hyman registrò una versione strumentale elettronica della canzone negli anni Sessanta.
- The Persuasions, sull'album The Persuasions sing the Beatles.
- Phish, sull'album Live Phish Volume 13.
- Shango, sull'album Shango.
- Sonderbar, nell'album Beatlemania.
- The Heptones, sull'album Mellow Dubmarine.
- The King's Singers, sull'album The Beatles Connection.
- The Punkles incisero una versione punk della canzone sul loro quarto album.
- The Offspring, sull'album Americana, Why Don't You Get a Job?.
- Youssou N'Dour, nell'album 7 Seconds.
- Pato Fu, band brasiliana, sull'album Gol de Quem?.
- Arik Einstein (versione in ebraico).
- House of Heroes (in concerto).
- I Ribelli e i Nuovi Angeli l'hanno incisa nel 1969 in italiano con il titolo scritto attaccato (quindi Obladì obladà invece di Ob-La-Di, Ob-La-Da), con il testo scritto da Mogol e Felice Piccarreda. La versione dei Ribelli fu pubblicata nel 45 giri Obladì obladà/Lei m'ama (Dischi Ricordi, SRL 10522), mentre quella dei Nuovi Angeli nel loro album di debutto I Nuovi Angeli (Durium, ms AI 77214).
- Topo Gigio nel 1969 canta una cover in italiano per l'album omonimo (Philips, R 765.092 L)
- Una versione leggermente modificata della canzone, chiamata Desmond, fu registrata dagli Happy Mondays nel loro album di debutto Squirrel and G-Man Twenty Four Hour Party People Plastic Face Carnt Smile (White Out) (1987), ma questa cover dovette essere eliminata dalle successive ristampe del disco a causa di un'ingiunzione da parte di Michael Jackson, che ai tempi deteneva i diritti del brano.